# Oosterkerk (Aalten)
De Oosterkerk is een protestantse kerk in de Nederlandse plaats Aalten. De kerk aan de Oosterkerkstraat 1 werd gebouwd in 1913 en verving de oudere Oosterkerk, die op dezelfde locatie stond en te klein was geworden. De kerk werd ook wel Kerk A genoemd, waar de Westerkerk Kerk B werd genoemd. De nieuwe kerk werd gebouwd naar ontwerp van architect Ane Nauta. In 1931 werd de kerk verder uitgebreid, aangezien het aantal zitplaatsen nog steeds te klein bleek. Nauta gebruikte voor het ontwerp elementen uit de neorenaissance, maar was ook beïnvloed door Hendrik Petrus Berlage.
De kerk is oorspronkelijk gebouwd op een T-plattegrond. Voor de voorgevel die is voorzien van een tuitgevel, is een entree aangebracht die een eigen tuitgevel heeft. Boven de ingang is een raamwerk aangebracht. In de voorgevel zijn diverse rondboogvensters aangebracht, met in het midden een trifora waar gebrandschilderd glas in is aangebracht. Het gedenkraam is ontworpen door Marius Richters en heeft een tekst verwijzend naar de dankbaarheid voor hulp in de Tweede Wereldoorlog. De architectuur van de kerk is in alle gevels doorgezet, waarbij glas-in-loodramen zijn toegepast. Aan beide zijden van de voorgevel is een toren aangebracht, waarbij de linker beduidend groter is. Beide torens worden bekroond met een naaldspits. 
De kerk is in 2001 aangewezen als rijksmonument. In 2022 wordt de kerk verbouwd en komen er zorgappartementen, wel met behoud van originele elementen en ook de buitenkant blijft intact.